# Вкус
Вкус — один из видов хеморецепции; ощущение, возникающее при действии различных веществ преимущественно на рецепторы вкуса (расположенные на вкусовых луковицах языка, а также задней стенки глотки, мягкого нёба, миндалины, надгортанника).
Информация от рецепторов вкуса передаётся по афферентным волокнам лицевого, языкоглоточного и блуждающего черепных нервов к ядру одиночного тракта продолговатого мозга, затем переключение происходит в ядрах тала́муса и далее — в постцентральную извилину и островок (лат. insula) коры больших полушарий, где формируются вкусовые ощущения. По другим сведениям, корковый конец вкусовой системы расположен в парагиппокампа́льной извилине (лат. gyrus parahippocampalis) (устар. «крючковая извилина», лат. gyrus uncinatus) и в гиппока́мпе (лат. hippocampus). Кроме сладкого, горького, кислого, солёного вкуса современные люди в разных странах выделяют также умами, терпкий, жгучий, мятный, щелочной, металлический и др. вкусы.
У человека ощущение вкуса развивается при непосредственном участии ветвей лицевого и языкоглоточного нервов, которые обеспечивают вкусовую чувствительность на передних 2/3 и задней 1/3 языка соответственно.

## Группы рецепторов вкуса
Сладкие и горькие вещества вызывают обычно только ощущение вкуса, тогда как солёный, кислый (pH<7) и щелочной (pH>7) некоторых сильнодействующих веществ вызывают одновременное повреждение слизистых оболочек и болезненное ощущение — жжение, царапанье и т. п.
К собственно вкусовым ощущениям обычно примешиваются осязательные/тактильные ощущения (отсюда ощущения вяжущий, терпкий, острый, жгучий) на языке. Огромную роль в формировании вкуса (в его бытовом понимании) играют обонятельные ощущения, обусловливаемые запахом летучих веществ — ЛАВ. Можно сказать, что так называемый флейвор пищи складывается из одновременных ощущений вкуса, запаха, а также тепловых и тактильных (через тройничный нерв).
Вкус воспринимается, главным образом, корнем и верхней поверхностью задней части языка, а также его краями и кончиком.

## История
Концепция «основных вкусов» восходит как минимум ко временам Аристотеля. В европейских культурах традиционно выделяли 4 «основных вкуса». Аристотель упоминал «сладкое» и «горькое» как основные, а «мясной вкус», «солёный», «жгучий», «терпкий», «вяжущий» и «кислый» — как развившиеся из этих двух «основных». У Даля приводятся поговорки, свидетельствующие о языковом смешении понятий «горький», «терпкий», «кислый» в XIX веке.
В терминологии профессиональных дегустаторов (пищевых продуктов, чая, кофе, вина, табака) число используемых базовых вкусов существенно больше, но эти термины относятся скорее к аромату, нежели собственно ко вкусу. Исследователи из Университета Орегона предложили включить в классификацию «шестой вкус», крахмальный. В ноябре 2005 французские исследователи показали, что крысы различают также «жирный» вкус.
В древнекитайской философии пяти элементов описывались пять основных вкусов: горький, солёный, кислый, сладкий и пряный.
Однако на Востоке издавна выделяют 6 вкусов, в том числе «жгучий» (перец, редька, горчица) и «горький» (хина, горький огурец).
В 1908 году японский химик Кикунаэ Икэда дал название вкусу умами, который он изначально распознал в водорослях комбу, а также выделил из водорослей глутамат натрия, обладающий этим вкусом. В 1985 году понятие «умами» было официально признано научным термином на Первом международном симпозиуме по умами (Гавайи).

## Основные вкусы
Количество типов независимых рецепторов вкуса в настоящее время точно не установлено. 4 «основных» вкуса — социокультурный архаизм европейской культуры, 5 основных вкусов — культуры государств Юго-Восточной Азии.
Можно ожидать, что интенсивное развитие современной науки скоро позволит определить специфические характеристики и механизмы работы вкусовых рецепторов, а число признаваемых «базовых» вкусов будет только увеличиваться. Есть вероятность, по аналогии с последними исследованиями восприятия запаха, что число индивидуальных различных типов вкусовых рецепторов много больше, чем традиционно выделяемые 4-5.
Предполагается, что существуют и другие виды рецепторов, например рецепторов, реагирующих на жирные кислоты, например, на линоленовую кислоту.

### Солёное
Его стандартный носитель — хлорид натрия (основное составляющее поваренной соли) и хлорид калия, особенно ион (Cl-). Он детектируется рецепторами ионных каналов на языке, изменяя потенциал действия. Одновременно воспринимаемые солёный и кислый вкус сильно смешиваются, затрудняя понимание — какой из факторов сильнее.

### Кислое
Кислый вкус однозначно ассоциируется с величиной pH жидкости. Механизм восприятия подобен восприятию солёного. Ионы гидроксония (преимущественно H3O+) возникают при диссоциации кислот.
Так как величина рН слюны человека близка к нейтральному значению (рН=7), (у детей величина рН составляет 7,04±0,03, хотя у взрослых железы, расположенные в полости рта, выделяют несколько различных секретов — на корне языка, твердом и мягком нёбе расположены слизистые слюнные железы, секрет которых содержит много муцина, иной секрет у подчелюстных и подъязычных желез).
У взрослых смешанная слюна, находящаяся в ротовой полости, имеет рН=6,8…7,4, поэтому язык может ощущать во рту более или менее кислые зоны. Если у продукта рН<7, мы ощущаем кислый вкус. При рН>7 мы ощущаем т. н. «мыльный» вкус. Удобный эталон кислотности — растворы уксусной кислоты (для сравнения — кислотность желудочного сока в норме рН~1). Однако некоторые слабые органические кислоты и гидролизующиеся ионы (алюминий) могут вызывать и ощущение терпкости (вяжущий вкус).

### Сладкое
Сладость обычно ассоциируется с присутствием сахаров, но то же ощущение возникает от глицерина, некоторых белковых веществ, аминокислот (аспартам). Одним из химических носителей «сладкого» являются гидроксо-группы в больших органических молекулах — сахара, а также полиолы — сорбит, ксилит. Детекторы сладкого — G-белки, расположенные во вкусовых почках. Используется система «вторичных посредников», конкретно цАМФ, связанная с H⁺-каналами, то есть рецепцией «кислого вкуса».

### Горькое
Горечь, как и сладость, воспринимается посредством G-белков. Исторически горький вкус ассоциировался с неприятным ощущением, и, возможно — с опасностью некоторых растительных продуктов для здоровья. Действительно, большинство растительных алкалоидов одновременно токсично и горько, и эволюционная биология имеет основания к такому заключению.
Вещества с характерным сильно-горьким вкусом:
- Денатониум (Bitrex[12], синтезировано в 1958). Его производное (Denatonium benzoate) используется как «отпугивающий агент» для предотвращения случайного внутреннего употребления токсичных веществ, например, детьми или животными.
- Фенилтиокарбамид (аббревиатура англ. PTC) очень горек для большинства людей, но неощутим для некоторых. Это связано с генетическими особенностями некоторых людей.
- Хинин, природное вещество, используемое как лекарство при малярии, известен как «эталонная горечь» и применяется при изготовлении некоторых безалкогольных напитков, например тоника.

### Умами
«Пятый вкус», традиционно используемый в китайской культуре, в других странах Дальнего Востока. Соответствует «мясному вкусу», упоминаемому Аристотелем.
Умами (с японского «приятный вкус») — название вкусового ощущения, производимого свободными аминокислотами, в частности — глутаминовой, которые можно найти в ферментированной и выдержанной пище, например сырах пармезан и рокфор, в соевом и рыбном соусах. Также они содержатся в большом количестве неферментированных продуктов, например, грецких орехах, винограде, брокколи, помидорах, грибах и, в меньшем количестве, в мясе.
Человеческий язык имеет L-глутаматовые рецепторы, поэтому учёные считают умами отдельным от солёного вкуса.
Глутаматы лучше всего ощущаются в сочетании с подсоленной пищей (глутамат натрия) — возможно, этим объясняется то, что помидоры и некоторые другие продукты кажутся гораздо вкуснее, если их посолить. Соусы со вкусом умами и солёные соусы очень популярны в приготовлении пищи: томатные соусы и кетчуп в западной кухне, соевый и рыбный соусы — в восточной. Инозиновая кислота (часто добавляемая в форме инозината натрия) сама по себе безвкусна, но обладает свойством усиливать вкус глутаминовой кислоты в 5—6 раз.

## Неосновные вкусы и привкусы

### Крахмалистый вкус
Крахмалистый вкус был официально описан совсем недавно (раньше было принято считать, что углеводы сами по себе могут обладать лишь сладким вкусом). Таким «крахмалистым» вкусом обладают продукты, которые содержат углеводы и полисахариды. Описан эксперимент с крысой: ей дали выбрать между двумя сосудами с жидкостью: в одном была просто вода, а в другом — вода с 0,5-процентным раствором крахмала. Крыса выбрала раствор воды с крахмалом. Вкус крахмала человек редко чувствует из-за добавления сахара.

### Жирный
Жирное в качестве характеристики вкуса время от времени упоминается как минимум с 1800-х гг. Некоторые исследователи ещё не уверены, что это ощущение дифференцировано у всех людей, и, ссылаясь на то, что опыты были проведены на животных, не спешат признать этот вкус «базовым».
Человек, несомненно, воспринимает «жирный» вкус — но это ощущение не так чётко выражено, как обычно выделяемая стандартная тетрада «сладкий-кислый-горький-солёный».
У некоторых людей с нарушениями функции печени (например, после гепатита) вкус, лицезрение жирного может вызывать неприятные ощущения.

### Жгучий
Жгучий вкус не относят к числу основных вкусов, так как до настоящего времени не обнаружены соответствующие вкусовые рецепторы. Он связан с веществами, стимулирующими «тепловые» рецепторы — этанол, капсаицин (действующее вещество красного перца), пиперин (действующее вещество чёрного перца) — они возбуждают ветви тройничного нерва и вносят свой вклад в «чисто вкусовое» ощущение. Мерой жгучести является шкала Сковилла.

### Холодящий вкус
Некоторые вещества (например ментол) способны действовать на белок TRPM8, содержащийся в холодовых рецепторах. Именно поэтому при их попадании на язык и слизистые рта возникает ощущение холодящего вкуса.

### Терпкий
Терпкий вкус («вяжущий вкус») связан с рецепцией дубильных веществ (таннины в чае, в ягодах терна и др.). Механизм его возникновения связывают со связыванием таннинов и белков, богатых пролином. Иногда этот вкус не выделяется и оценивается как вариант горького.

### Онемительный
И китайская кулинария, и кулинария батак-тоба включают идею 麻 (má или mati rasa), покалывающего онемения, вызванного такими специями, как сычуаньский перец. Кухня провинции Сычуань в Китае и индонезийской провинции Северная Суматра часто сочетается с перцем чили, чтобы получить вкус 麻辣 málà, «онемительный и жгучий» или «mati rasa». Типичный для северной бразильской кухни жамбу́ — трава, которая используется в таких блюдах, как такака́. Эти ощущения, хотя и не вкусовые, попадают в категорию хеместезиса.

### Насыщенный
Некоторые японские исследователи упоминают вкус коку́ми (яп. 濃味) от коку — насыщенный, густой и ми — вкус, который переводится как «насыщенность», «полнота вкуса» или «богатство» и описывает химические соединения в пище, которые сами по себе не имеют собственного вкуса, но усиливают вкусовые характеристики при сочетании с другими веществами. Вместе с пятью основными вкусами — сладким, кислым, солёным, горьким и умами — кокуми описывается как нечто, что может усиливать остальные пять вкусов, увеличивая и продлевая их восприятие, создавая эффект «полноты во рту».
Чеснок — распространенный ингредиент для придания вкуса, который помогает определить характерный вкус кокуми.

### Металлический
Металлический привкус характерен для свежей (несвернувшейся) крови, а также обычно чувствуется у пищи, которая соприкасалась с окисленными металлами (ложки, вилки, банки). Особенно сильный металлический привкус наблюдается при контакте с медными сплавами — латунью, мельхиором и др., поэтому столовые предметы из мельхиора и нейзильбера покрывают тонким слоем серебра.
Это ощущение может служить признаком некоторых заболеваний; отравлений металлами (например, при литейной лихорадке), пестицидами или боевыми отравляющими веществами, действия некоторых лекарственных средств, например метронидазола и др.
Металлический вкус во рту обычно также возникает во время проведения процедуры электрофореза.

### Меловой
Характерный вкус мела был идентифицирован как кальциевый компонент этого вещества. В 2008 году генетики обнаружили рецептор кальция на языке мышей. Рецептор CaSR обычно находится в желудочно-кишечном тракте, почках и головном мозге. Наряду с «сладким» рецептором T1R3 рецептор CaSR может определять вкус кальция.

## Расстройства вкуса
Расстройства вкуса могут быть в виде:
- количественного ощущения (рецепторного, проводникового, центрального генеза):
  - агевзия
  - гипогевзия
  - гипергевзия
- качественного ощущения (дисгевзия):
  - парагевзия
  - гликогевзия (постоянное ощущение сладкого, м. б. при сахарном диабете)
  - вкусовые галлюцинации (м. б. при височной эпилепсии).

Названия расстройств образованы от греческого слова γεύσεις — вкусы — и соответствующих приставок.
Дисгевзия возникает по разным причинам — беременность, сахарный диабет, заболевания желудочно-кишечного тракта или ротовой полости, анемия, гипотиреоз и др.
Выделяют агевзию — потерю одного из основных вкусовых ощущений, гипогевзию — ослабление одного из ощущений, парагевзию, когда вместо сладкого ощущается солёное, и вкусовые галлюцинации (когда ощущение того или иного вкуса наблюдается без явных физических причин, например, при неврозах).
Ощущение вкуса может возникать под действием радиоактивного облучения, в ряде случаев при уровнях около 1 Р/ч.
Потери вкуса и обоняния являются одними из характерных симптомов COVID-19 из-за поражения коронавирусом обонятельного эпителия.
Нарушение восприятия вкуса может быть и физиологическим, к примеру при отсутствии носового дыхания (зажимании крыльев носа), или при воздействии некоторых веществ, к примеру зизифина или гимнемовой кислоты, содержащихся в листьях зизифуса настоящего и гимнемы лесной (Кутровые), наблюдается потеря чувствительности к сладкому, горькому и острому, при сохранении его к кислому и солёному.
Расстройство восприятия вкуса у поваров называется бридостью.

## Понятие «вкус» в культуре
Выражение «О вкусах (и цветах) не спорят» (вариант: «На вкус и цвет товарищей нет», шутл. «На вкус и цвет все фломастеры разные»), известное во многих языках, иллюстрирует нечёткое понимание людьми описаний вкуса, различия оценки позитивности в чувственном восприятии у разных людей и этносов, бессмысленности их абсолютного согласования.